# Владимир Мошин
Владимир Алексеевич Мошин (на руски: Владимир Алексеевич Мошин) е виден руски и югославски славист, византинист, историк, специалист по славянска археография, основател на югославската палеография, свещеник, една от водещите фигури на руската белогвардейска емиграция в Югославия.

## Биография

### В Русия
Роден е на 26 септември (9 октомври) 1894 година в руската столица Санкт Петербург в семейството на писателя Алексей Н. Мошин. Учи в Историко-филологическия факултет на Санктпетербургския университет от 1913 до 1914 година, но прекъсва обучението си поради избухването на Първата световна война. През есента на 1914 година е доброволец в Руската армия и се сражава под командването на Алексей Брусилов. Награден е с кръст „Свети Георги“ и е произведен в чин прапорщик. Служи като прапорщик в 155 пехотен кубански полк.
В 1917 – 1918 година по време на Гражданската война в Русия учи в Историко-филологическия факултет на Тифлиския университет. През лятото на 1918 година се мести в Киев и продължава обучението си в Историко-филологическия факултет на Киевския университет и успоредно в Киевския археологически институт. В Киев се жени за Олга Яковлевна Кирянова.
През август 1920 година Мошин е доброволец в Сборния кирасирски полк на Доброволческата армия и се сражава на Южния фронт срещу Червената армия. След падането на Перекоп, е евакуиран заедно със съпругата си от Крим на парахода „Асколд“.

### В Югославия

#### Учител в Копривница
През декември 1920 година Мошини се установяват в Сърбо-хърватско-словенското кралство (Югославия), в малкия хърватски град Копривница. Олга Мошина дава уроци по френски и музика, и през август 1921 година и двамата става учители в местното училище, Олга по френски, а Владимир Мошин по история и география. През 1921 година Мошин полага държавния изпит по история в Историко-филологическия факултет на в Белградския университет пред Белградската комисия на Обществото на руските учени.
През десетте години, които е в Копривница, Мошин пише три големи съчинения – „Древнейшая этнология Восточной Европы“ (Най-стара етнология на Източна Европа) (останала непубликувана), „Варяжский вопрос“ (Варяжкият въпрос) и „Черноморская Русь“ (Черноморска Рус). През пролетта на 1928 година защитава в Загребския университет докторска дисертация, озаглавена „Норманска колонизација у Источној Европи“ (Норманската колонизация в Източна Европа).

#### Доцент по византология в Скопие и Белград
Става доцент по византология във Философския факултет на Скопския университет (1930 – 1932) и в Белградския университет (1932 – 1939). Същевременно преподава история в руската гимназия в Белград. Член е на Комисията за издаване на гръцките извори за историята на Сръбската кралска академия и съответно всяка година сам или заедно с Александър Соловьов или Георгий Острогорски работи в светогорските манастири. Втората световна война попречва на избора му за извънреден професор по византология в Скопския университет и той се връща в Белград, където през юли 1942 година се пенсионира.

#### Свещеник в Белград
От 14 до 24 август 1938 година Мошин участва във Втория задграничен карловацки събор. Мошин е регент на църковния хор на руските църкви в Копривница и в Белград (1939 – 1942). През 1942 г. преподава в богословските курсове в Белград и участва в богословския кръг на митрополит Анастасий Грибановски. В 1942 година е ръкоположен за дякон и свещеник, като служи в руската църква „Света Троица“ в Белград.
През 1944 година, при настъплението на съветските войски в Югославия, Мошин като бивш белогвардеец е арестуван, но скоро е освободен. На 20 април 1945 година минава под юрисдикцията на Московската патриаршия, взима съветско гражданство и става протойерей.

#### Архивист в Загреб
През лятото на 1947 година Мошини се местят в Загреб, където от 1947 до 1959 година Мошин, който постъпва на работа в Института по история на САНИ, става директор на Архива на Югославската академия на науките и изкуствата и директор на Историческия институт на ЮАНИ. В загребския архив се занимава с научно описание, изследване и каталогизиране на славянските ръкописи. Организира практически курсове по архивистика и палеография. Организира в архива служба за консервация и реставрация на ръкописи. През 1947 г. получава отпущение от Руската православна църква и влиза в клира на Загребската епархия на Сръбската православна църква и служи като извънщатен свещеник в църквата „Свето Преображение Господне“.

#### Библиотекар в Белград
През 1959 година протойерей Владимир Мошин е принуден да напусне поста си на директор на Загребския архив и да се върне в Белград, където до 1961 година е член на Археографската комисия към Министерството на културата на Сърбия. След това от 1961 година работи в новоснования Археографски отдел на Народната библиотека, където основната му задача е да организира систематичното описване на славянските ръкописи в Сърбия и останалите югославски републики. От 1964 до 1966 година е редовен хоноруван професор в групата за библиотекарство на Филологическия факултет на Белградския университет, а от 1966 до 1967 година води курсово по славянска палеография, история на илюстрирането, подвързването и водните знаци във Философския факултет в Београд.

#### Библиотекар в Скопие
През 1967 година в резултат на политически интриги, е принуден да напусне Белград и се мести в Скопие, където до 1971 година работил като служител в отдела по описване на славянските ръкописи в Народната библиотека. Създава нов център на археографически изследвания в Скопие. Води курсове по палеография, издава документи. От 1969 до 1975 година е редактор на изданието „Споменици за средњовековната и поновата историја на Македонија I—IV“. В 1969 – 1975 година е редовен хонорарен професор в катедрата по история на южните славяни на Скопския университет.
На 26 декември 1974 година е избран е за член-кореспондент на Македонската академия на науките и изкуствата.
Владимир Мошин умира на 3 февруари 1987 г. в Скопие, където е погребан заедно със съпругата си.

## Научна дейност
Основните научни интереси на Владимир Мошин са в областта на славистиката и византологията, в които има големи приноси. Изучава византийските извори за сръбската средновековна история и в резултат в 1936 година издава заедно с Александър Соловьов „Грчке повеље српских владара“ (Гръцки грамоти на сръбските владетели). Издава актове на светогорските манастири - „Акти братског сабора из Хиландара“ (Актове на братския събор на Хилендар), 1940. Дълги години работи в областта на сръбската и византийската дипломатика и има много приноси, предимно свързани с датирането на отделни грамоти. Има важни просопографски приноси за видни хилендарци - „Хиландарац Калиник, српски дипломата 14. века“ (Хилендарец Калиник, сръбски дипломат от XIV век), 1940, „Хиландарски игумани средњег века“ (Хилендарски игумени от средните векове), заедно с Миодраг Пуркович, 1940. Разглежда и въпроси, свързани с пристигането на руските монаси на Атон и основаването и развитието на руския манастир „Свети Пантелеймон“.
Още в 1919 година в Киев описва стари ръкописи. След 1947 година се посвещава на систематичното проучване на ръкописите и организира тази дейност в Белград, Загреб и Скопие. Ръкописите от архива на ЮАНИ са издадени в два тома в 1952 и 1955 като „Ćirilski rukopisi Jugoslovenske akademije“ (Кирилски ръкописи на Югославската академия). Също така издава и други важни текстове като Душановия законник и Летописа на Дуклянския поп. Мошин издава за пръв път и Битолския надпис на цар Иван Владислав в 1966 година. В студиите си систематично описва елементи като водни знаци и орнаменти на ръкописите. Описва ръкописите от почти всички ръкописни сбирки в Югославия – Грачаница, Печката патриаршия, манастира Николяц при Бело поле, колекцията на Хърватския исторически музей, Копитаревата сбирка на славянски ръкописи в Любляна.
Библиография на трудовете на Мошин е издадена в списание „Слово“ 18 – 19 (1969) 146 – 154 и в „Зборник Владимира Мошина“ (1977) 7 – 16, издаден в Белград от Съюза на библиотечните работници на Сърбия под редакцията на Димитрие Богданович, Джордже Трифунович и Биляна Йованович-Стипчевич.

## Частична библиография
- Грчке повеље српских владара. – Београд, 1936.
- Хиландарски игумани средњег века. – Скопље, 1940.
- Supplemeta Ad Acte Chilandarii. – Ljubljana, 1948.
- Ljetopis Popa Dukljanina. – Zagreb, 1950.
- Ćirilski rukopisi Jugoslovenske akademije – Zagreb: Т. I. 1952; Т. II. 1955.
- Битољска плоча из 1017 године. Македонски jазик, XVII, 1966, 51-61.
- Уште за битолската плоча од 1017 година. Историjа, 7, 1971, 2, с. 255-257.